# 小行星79130
小行星79130（79130 Bandanomori）是一颗绕太阳运转的小行星，为主小行星带小行星。该小行星于1990年10月19日发现。
該小行星以日本高知縣須崎市的蟠蛇森命名。

## 轨道参数
小行星79130的轨道半长轴为367 450 437 km，2.4562195 UA，离心率为0.165。